# رودلف فاغنر
رودلف فاغنر (بالألمانية: Rudolf Wagner)‏ هو عالم آثار ألماني، ولد في 30 يوليو 1805 في بايرويت في ألمانيا، وتوفي في 13 مايو 1864 في غوتينغن في ألمانيا.